# Train of Thought (album Reflection Eternal)
Train of Thought (Pociąg myśli) – pierwszy album autorski hip-hopowego duetu Reflection Eternal, który tworzą: raper Talib Kweli i DJ Hi-Tek. Album został wydany 17 października 2000 roku przez wytwórnię Rawkus Records i odniósł umiarkowany sukces komercyjny, natomiast został entuzjastycznie przyjęty w kręgach tak zwanego "podziemia". Otrzymał także mnóstwo pozytywnych recenzji. Album zaczyna się od przemówienia, w którym to rzekomo, Nelson Mandela mówi, że kiedy odpoczywa słucha Reflection Eternal, faktycznie jest to Dave Chappelle imitujący głos południowoafrykańskiego przywódcy.

## Teksty
Poruszana przez Kwelego tematyka utrzymywana jest w undergroundowym tonie. Choć niektórzy twierdzili, że przekaz traci na wartości, kosztem "barokowych" konstrukcji rymów, w których Kweli niejako się zatraca. W otwierającym album utworze Move Somethin krytykuje raperów MC, których teksty nie są odzwierciedleniem ich prawdziwego życia i pisane są wyłącznie na pokaz. W African Dream Kweli krytykuje celebrację przemocy przez niektórych raperów, jednocześnie demaskuje ich mentalne zniewolenie: "These cat's drink champagne/ To toast death and pain/ like slaves on the ship/ Talkin' 'bout who's got the flyest chains" (Ci goście piją szampana wznosząc toasty za śmierć i ból, jak niewolnicy na statku, rozmawiający o tym który ma lepsze łańcuchy). W Too Late porusza temat kondycji hip-hopu: Is it to early to mourn, is it too late to ride? (Czy jest za wcześnie na żałobę? Czy już za późno by działać?). Mówi także o bezwarunkowości miłości, o buncie wobec zastanej rzeczywistości i niechęci do komercyjnych artystów.

## Utwory
| #  | Tytuł                    | Kompozytor(-rzy)                                                                      | Producent(-ci)                                      | Wykonawca(-cy) |
| -- | ------------------------ | ------------------------------------------------------------------------------------- | --------------------------------------------------- | --- |
| 1  | "Experience Dedication"  | Tony Cottrell, Talib Kweli Greene                                                     | Hi-Tek                                              | Dave Chappelle, Talib Kweli |
| 2  | "Move Somethin'"         | Tony Cottrell, Talib Kweli Greene                                                     | Hi-Tek                                              | Talib Kweli Nonye (w tle) |
| 3  | "Some Kind Of Wonderful" | Tony Cottrell, Talib Kweli Greene                                                     | Hi-Tek                                              | Talib Kweli |
| 4  | "The Blast"              | Tony Cottrell, Talib Kweli Greene                                                     | Hi-Tek                                              | Hi-Tek, Talib Kweli, Vinia Mojica |
| 5  | "This Means You"         | Tony Cottrell, Talib Kweli Greene, Dante Smith                                        | Hi-Tek                                              | Mos Def, Talib Kweli |
| 6  | "Too Late"               | Tony Cottrell, Talib Kweli Greene                                                     | Hi-Tek                                              | Res, Talib Kweli |
| 7  | "Memories Live"          | Tony Cottrell, Talib Kweli Greene                                                     | Hi-Tek                                              | Talib Kweli Big Del (w tle), Donte (w tle) |
| 8  | "Africa Dream"           | Tony Cottrell, Talib Kweli Greene, Weldon Irvine                                      | Talib Kweli, Weldon Irvine, Hi-Tek (współproducent) | Talib Kweli |
| 9  | "Down For The Count"     | Tony Cottrell, Talib Kweli Greene, Rashia Fisher, Alvin Joiner                        | Hi-Tek                                              | Rah Digga, Talib Kweli, Xzibit |
| 10 | "Name Of The Game"       | Tony Cottrell, Talib Kweli Greene                                                     | Hi-Tek                                              | Talib Kweli |
| 11 | "Ghetto Afterlife"       | Tony Cottrell, Talib Kweli Greene, Nathaniel Wilson                                   | Hi-Tek                                              | Kool G Rap, Talib Kweli |
| 12 | "On My Way"              | Tony Cottrell, E. Isaacs, J. Thomas                                                   | Hi-Tek                                              | Kendra Ross, Tiye Phoenix, Vinia Mojica |
| 13 | "Love Language"          | Tony Cottrell, Talib Kweli Greene, Helene Faussart, Celia Faussart                    | Hi-Tek                                              | Les Nubians, Talib Kweli |
| 14 | "Love Speakeasy"         | Tony Cottrell, Talib Kweli Greene                                                     | Hi-Tek                                              | Talib Kweli |
| 15 | "Soul Rebels"            | Tony Cottrell, Talib Kweli Greene, Kelvin Mercer, David Jude Jolicoeur, Vincent Mason | Hi-Tek                                              | Pasemaster Mase, Posdnuos, Talib Kweli, Trugoy the Dove                                                                                           |
| 16 | "Eternalists"            | Tony Cottrell, Talib Kweli Greene                                                     | Hi-Tek                                              | Talib Kweli |
| 17 | "Big Del From Da Natti"  | Tony Cottrell, Talib Kweli Greene, D. Geralds                                         | Hi-Tek                                              | Big Del, Talib Kweli |
| 18 | "Touch You"              | Tony Cottrell, Talib Kweli Greene, D. Stanford Jr., Dave West                         | Hi-Tek                                              | Dave Chappelle, Piakhan, Supa Dave West, Talib Kweli                                                                                              |
| 19 | "Good Mourning"          | Tony Cottrell, Talib Kweli Greene                                                     | Hi-Tek                                              | Talib Kweli |
| 20 | "Expansion Outro"        |                                                                                       |                                                     | |
| *  | "For Women"              | Tony Cottrell, Talib Kweli Greene                                                     | Hi-Tek, Talib Kweli (współproducent)                | Talib Kweli Darcel (w tle), Imani Uzuri (w tle), Katushia (w tle), Neb Luv (w tle), Tiye Phoenix (w tle), Tiyi Willingham (w tle), Tracie (w tle) |

## Sample
Move Something
- "Shaft's Mama" Charlie Whitehead

This Means You
- "Cloud in My Sunshine" Redbone

Too Late
- "Reverie" Tomita
- "Passepied" Tomita

Memories Live
- "I Can't Stand the Rain" Ann Peebles
- "Carol Ann" Soft Machine

Ghetto Afterlife
- "Tomorrow I May Not Feel the Same" Gene Chandler

Love Language
- "Welcome" Norman Connors

Love Speakeasy
- "Welcome" Norman Connors

Soul Rebels
- "Patch it Up" The Commodores

Eternalists
- "Follow the Leader" Eric B. & Rakim

Big Del from Da Natti
- "Divided Reality" Bo Hansson

Good Mourning
- "Dizzy" Hugo Montenegro

## Personel
- Rick James	 – 	Producent
- Hi-Tek	 – 	Producent, Mix
- Weldon Irvine	 – 	Klawisze, Producent
- Tracie	 – 	Głos (w tle)
- Owen Brown	 – 	Skrzypce
- De La Soul	 – 	Rap
- Derrick Gardner	 – 	Trąbka
- Troy Hightower	 – 	Inżynieria, Mix
- Kool G Rap	 – 	Rap
- Guy Snider	 – 	Inżynieria
- Teodross Avery	 – 	Saksofon
- Ken Ifill	 – 	Mix
- Vinia Mojica	 – 	Głos
- Les Nubians	 – 	Wykonawczynie
- Xzibit	 – 	Rap
- Steve Souder	 – 	Mix
- Chris Athens	 – 	Mastering
- Mos Def	 – 	Rap
- Talib Kweli	 – 	Rap, Produkcja
- Monique Walker	 – 	Głos (w tle)
- Carlisle Young	 – 	Mix
- Rah Digga	 – 	Rap
- Asi	 – 	Grafika, Projekt Okładki
- Rikki Stein	 –
- Bassi Kolo Percussion Group	 – 	Perkusjonalia
- Big Del	 – 	Głos (w tle)
- Crossfader Chris	 – 	Cut'y
- Dave Dar	 – 	Inżynieria, Mix
- Darcel	 – 	Głos (w tle)
- Donte	 – 	Głos (w tle)
- Katushia	 – 	Głos (w tle)
- Jerome Lagarrigue	 – Ilustracje, Ilustracja na okładce
- Little Tone	 – 	Głos (w tle)
- Neb Luv	 – 	Głos (w tle)
- Nonye	 – 	Głos
- Tiye Phoenix	 – 	Głos
- Kendra Ross	 – 	Głos
- Imani Uzuri	 – 	Głos, Aranżacja głosu
- Tiyi Willingham	 – 	Głos
- Willo	 – 	Projekt graficzny